# Arnaud Bühler
Arnaud Bühler (Baulmes, 17 gennaio 1985) è un ex calciatore svizzero, di ruolo difensore.

## Carriera
Dopo una parentesi in Ungheria, fa il suo ritorno in patria firmando per il Losanna un contratto di un anno, valido per la stagione 2015-2016.

## Palmarès

### Club
- Coppa Svizzera: 2

Sion: 2008-2009, 2010-2011